# 高湾镇
高湾镇，是中华人民共和国河北省沧州市海兴县下辖的一个乡镇级行政单位。

## 行政区划
高湾镇下辖以下地区：
茶棚村、洼冯村、前代庄村、前良章村、后良章村、位桥村、刘巡庄村、大路庄前村、大路庄西村、大路庄北村、田庄村、宋庄村、前刁村、后刁村、东南村、西南村、东北村、西北村、何庄村、大黄村、小黄村、马庄子村、栾庄子村、刘佃村、孔庄子村、苗庄子村、邓庄子村、前程村、后程村、后代庄村和齐庄村。